# Bénin top 10
Pour les articles homonymes, voir Top 10.
Bénin top 10 est une émission de télévision béninoise organisée par l’Office de radiodiffusion et télévision du Bénin (Ortb), pour promouvoir les jeunes talents musiciens béninois dont la première édition remonte à 2008.

## Lauréats

### Édition 2016
L’édition 2016 constituant la 9e édition  de Bénin top 10 dont la cérémonie de  remise de prix s’est tenue le vendredi 30 décembre 2016 au  Palais des Congrès de Cotonou  consacre doublement Richard Flash, meilleur artiste de l’année 2016 et meilleur arrangeur.

### Édition 2017
L’édition 2017 qui constitue la 10e  de Bénin top 10 dont la cérémonie de distinction tenue le 29 décembre 2017 au palais des sports de Cotonou, consacre Nikanor meilleur artiste de l’année 2017 et Sèssimè meilleure artiste des auditeurs, et vice-championne du prix du meilleur artiste de l’année 2017.

### Édition 2018
La cérémonie de distinction de Bénin top 10 édition 2018, tenue le vendredi 28 décembre 2018 à la salle Fitheb, ex ciné Vog de Cotonou consacre le label Blue Diamond qui remporte 4 trophées, et consacre Fanicko élu à la fois artiste de l’année 2018 puis artiste des auditeurs dont voici le palmarès complet de l’édition ,.
- Artiste de l’année : Fanicko
- Arrangeur de l’année : Marshall Cyano
- Meilleur lyrics : Dac et Ankaa
- Révélation de l’année : Master Ked
- Meilleur Artiste traditionnel : Ange Ahouangonou
- Meilleur Espoir: Queen Fumi
- Artiste des téléspectateurs : Yvan
- Artiste des auditeurs: Fanicko
- Meilleur réalisateur : Adek et Elvis de Dravo
- Meilleure vidéo: Shamir mg